# Prince Edward Island (Canada)
Prince Edward Island (meestal afgekort tot PEI; Nederlands, historisch: Prins Edwardeiland of Prins Eduardeiland, Frans: Île-du-Prince-Édouard; Micmac: Epekwitk of Abegweit) is een provincie van Canada en tevens de naam van het hoofdeiland van deze provincie; beide zijn vernoemd naar Eduard, hertog van Kent. De provinciehoofdstad is Charlottetown.

## Geschiedenis
Tijdens het Franse bestuur (1713-1758) had het eiland de naam Île Saint-Jean. Het was een deel van de Franse kolonie Ile-Royale.

## Geografie
Prince Edward Island ligt noordelijk amper 13 km verwijderd van New Brunswick en sinds 1997 zijn beide provincies door de Confederation Bridge met elkaar verbonden. Ten zuiden ligt Nova Scotia dat per ferry te bereiken is en in het noordoosten ligt Newfoundland en Labrador.
Het eiland is 224 kilometer lang (ruwweg in oost-west-richting) bij een breedte die wisselt tussen 6 en 64 kilometer. De provincie heeft een landoppervlak inclusief zoetwater van 5.683,91 km² (InfoPEI, 2004), maar het zeeoppervlak van de provincie is veel groter. Het is het kleinste van Canada's dertien deelgebieden en heeft met ruim 150 000 inwoners ook de kleinste bevolking, maar de bevolkingsdichtheid is het hoogst.
Het is een uitgesproken laagland; het hoogste punt ligt op slechts 152 m boven zeeniveau.
De provincie kent een aantal rivieren, waaronder de 45 km lange Hillsborough. Meren zijn erg schaars op het eiland. De weinige die er zijn, zoals North Lake en Doyles Pond, zijn klein.
Prince Edward Island wordt zowel tot de Maritieme Provincies als tot Atlantisch Canada gerekend.

## Demografie
De provincie heeft 154.331 inwoners (2021).

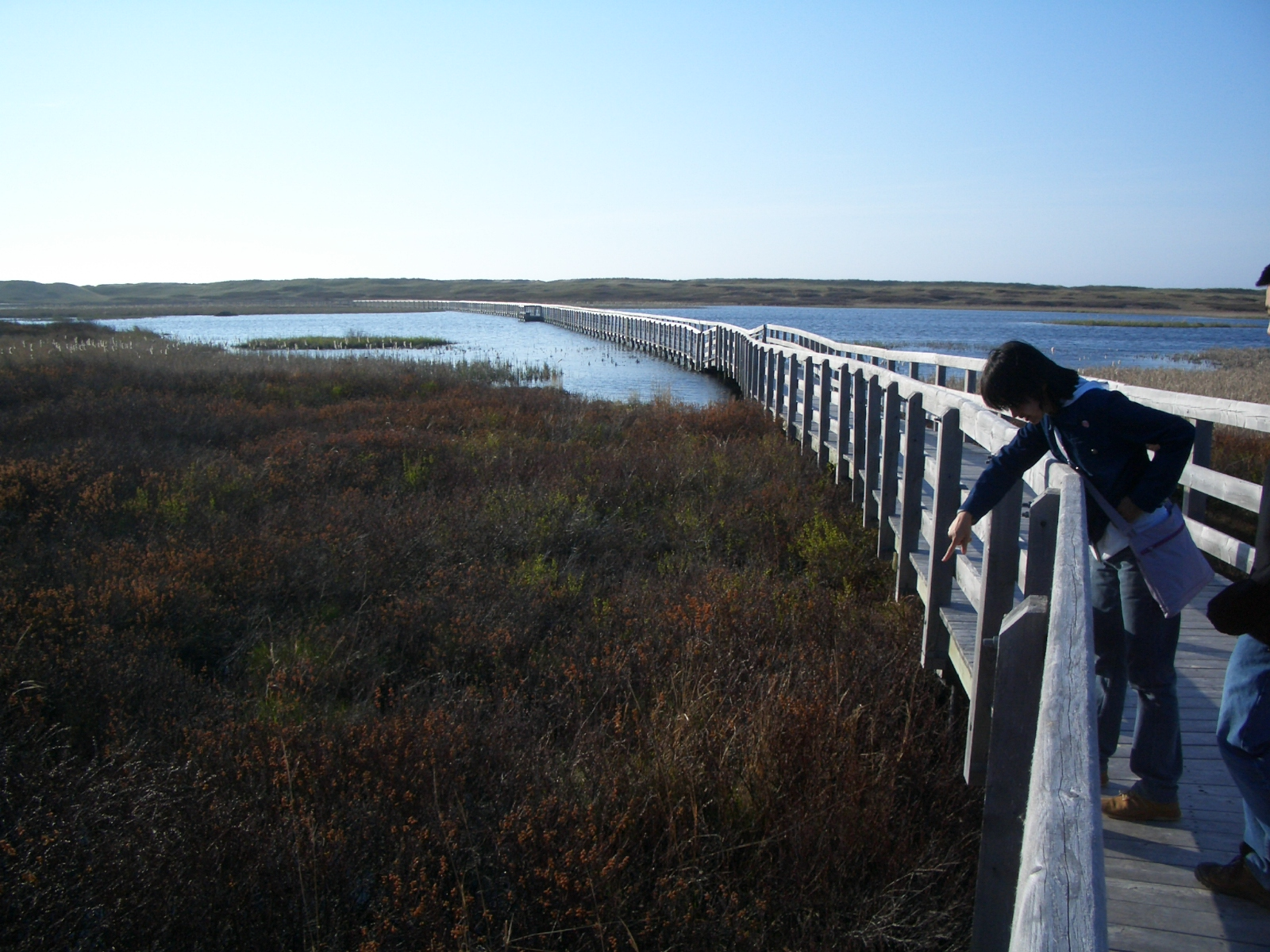
Een houten pad in het Prince Edward Island National Park nabij Greenwich